# Nakamura Kankurō VI
Nakamura Kankurō VI (六代目 中村 勘九郎 Rokudaime Nakamura Kankurō?,  Tokio, Japón, 31 de octubre de 1981), cuyo verdadero nombre es Masayuki Namino (波野 雅行 Namino Masayuki?), es un actor kabuki, quien también se desempeña como actor en televisión y películas.

## Biografía

### Primeros años
Nakamura nació bajo el nombre de Masayuki Namino el 31 de octubre de 1981, en la ciudad de Tokio, Japón. Fue el hijo primogénito del célebre actor kabuki, Nakamura Kanzaburō XVIII y su esposa, Yoshie. Tiene un hermano menor por dos años, Takayuki, quien también es un actor kabuki bajo el nombre de Shichinosuke II. Nakamura es miembro del gremio de actores Nakamura-ya, y su familia ha estado dentro del mundo kabuki por más de siete generaciones.
Comenzó a actuar a una edad muy temprana, haciendo su primera aparición en un escenario a la edad de dos años con el papel de un monje kokata, en el teatro Kabuki-za. Recibió formalmente el nombre de Nakamura Kantarō II a la edad de seis años, interpretando junto a su hermano personajes pequeños en Kadon de futari Momotarō ("Los dos Momotarō van a casa") en el Kabuki-za.

### Carrera
En 2000, en el duodécimo aniversario de la muerte de su abuelo, el actor Nakamura Kanzaburō XVII, Nakamura interpretó el papel del shishi mayor en una actuación conmemorativa de la danza del león. El año siguiente, actuó en la danza del león Renjishi, junto con su hermano y padre, como parte de una celebración de Año Nuevo. Un escenario temporal fue construido para dicho evento en la playa de Narutō, cerca de Tokio. En marzo de 2001, Namino interpretó por primera vez el papel de Konami en la famosa obra Kanadehon Chūshingura, actuando junto al gran onnagata, Bandō Tamasaburō V.
Al igual que su hermano y muchos otros actores kabuki de la actualidad, Nakamura también trabaja en la televisión y cine. En 2004, interpretó a Tōdō Heisuke en el drama Taiga de NHK, Shinsengumi!, retomando el papel dos años después en un documental histórico de televisión. Namino también narró un documental de TBS en los sitios del Patrimonio Mundial de la UNESCO, y protagonizó la película japonesa de 2001, Turn, y la película de 2009, Zen, en la que interpretó al monje Dōgen. También ha aparecido en una serie de dramas de televisión y otros programas.
En febrero de 2012, recibió el nombre de Nakamura Kankurō VI, siguiendo a su padre, quien había actuado bajo el nombre de Kankurō V durante casi cuarenta y seis años. En 2017, interpretó a Isao Kondou, el comandante del Shinsengumi, en la película de acción real de Gintama (2017).

## Vida personal
El 28 de octubre de 2009, Nakamura contrajo matrimonio con la actriz y modelo Ai Maeda. El primer hijo de la pareja, Naoya, nació el 22 de febrero de 2011. El 22 de mayo de 2013, la pareja le dio la bienvenida a su segundo hijo, Noriyuki. Al igual que él mismo, a sus hijos le han sido otorgados nombres artísticos kabuki; Nakamura Kantarō III en el caso de Naoya y Nakamura Chōzaburō III a Noriyuki. Ambos niños debutaron en el escenario a la edad de tres años.